# Ruske metalne ikone
Ruske metalne ikone  kao bogoslužbeni predmeti napravljeni od legure bakra u verskoj praksi ovi predmeti pojavile su se u drugoj polovini 17. veka kod staroveraca, kojim su oni odražavali, na neki način, savremeni razvoj ruske pravoslavne crkve. Naime u bori protiv raskola koji je postojao i doveo do formiranja dve osnovne struje u ruskoj pravoslavnoj crkvi — prve, vođene patrijarhom Nikonom i druge predvođene starovercima na čelu sa proto-sveštenikom Habakkukom, bronzane ikone i krstovi su kod staroveraca imali centralnu ulogu u iskazivanju nezadovoljstava raskolom pravoslavaca u Rusiji.
Prvi centar proizvodwe ovih predmeta nalazio se u oblasti Pomorja, na obalama Belog mora, koju je naseljavao ogranak staroveraca, ili „bespopovaca“. Međutim kako su bronzane ikone ne samo među vernicima vrlo brzo postale popularne i među drugim slojevima stanovništva Rusije, kod mnogih pojedinaca javila se neodoljiva želja i potreba da se ikona sa određenim  motivom nabavi gotovo trenutno, po povoljnoj ceni, da bude relativno trajna, praktična za nošenje, da osnaži molitvu u svakom trenutku i na svakom mestu, da ulije i povrati snagu svetiteljske zaštite. Velika potražnja za bronzanim ikonama učinila je da su se počele otvarati radionice po celoj Rusiji, kako bi se sve veća potražnja za njima zadovoljila, i tako postale simbol ne samo ruskih staroveraca već i širokih masa.

## Istorija
Izrada i primena u verskom životu Rusije, da tada neprimenjivanih specifičnih metalnih ikona, vezuje se burne razmirice koje su potresale Rusiju u 17. veku. Naime u periodu vladavine cara Alekseja (1645 — 1676) došlo je  do sukob dve struje u ruskoj crkvi — tzv. „crnog“ ili celibatskog monaštva, predvođenog patrijarhom Nikonom, i „belog“ ili oženjenog parohijskog sveštenstva, sa protopopom Avakumom na čelu.
Politika patrijarha Nikinona
Politici patrijarha Nikona, kojoj su se suproststavilo „belo monaštvo“, zasnivala se na želji da ruska crkva postane univerzalna crkva preko koje bi se proširiti carska vlast nad svim pravoslavnim narodima.2 Ostvarenje ovog cilja nametalo je prihvatanje bogoslužbene prakse kakva je bila u Grčkoj pravoslavnoj crkvi. Patrijarhom Nikonom u procesu reorganicije crkve izvršio je čitav niz izmena i reformi:
- intervencija u liturgijskim knjigama, uključujući i brisanja u novom Psaltiru (1652),
- štampanja novih bogoslučbenih knjiga (1655 — 1656),
- promene ustaljenih oblika bogosluženja, u kojima se znak krsta izvodio sa tri, a ne više sa dva prsta,
- „aliluja“ se sada izgovaralo tri puta,
- pet osvećenih hlebova zamenilo je nekadašnju primenu sedam hlebova, prilikom žrtvovanja...[5]

Politika protopopa Avakum
Politika patrijarha Nikinona dovele je u verski polarizovanoj Rusiji do formiranjaa organizovanog otpora, na čijem čelu je stajao protopop Avakum, nekadašnji saradnik i prijatelj, Avakuma, koji je vremenom postao njegov ozloglašeni protivnik.
Našavši se na čelu pokreta staroveraca, on sa svojim pristalicam zalaga za strogo poštovanje starinskih oblika bogoslženja, odnosno zadržavanje starih verskih običaja i odbijanje svega novog pristiglog sa Zapada. 
Progon staroveraca (bespopovaca) i stvaranje novog verskog centra
Pod uticajem patrijarha Nikinona, ubrzo je u 17. veku došlo do progona, staroveraca, koji su odlazili na sever Rusije, u
oblast Sibira i Belog mora. Centar organizovanog otpora patrijarhu Nikonu postao je Solovecki manastir.
Potčinjavanje crkve državi i zabrana izrade metalnih ikona
Nakon održavanja crkvenog Sabora 1667. godine, nije zauzet konačni stav o pobedi bilo koje struje. Iako je većinu
uvedenih promena u bogosluženju Sabor formalno odobrio, suštinska ideja uspostavljanja teokratske države
potpuno je odbačena. Nikinon je smenjen sa položaja patrijarha i osuđen na doživotno progonstvo, kao i protopop Avakum, koji je završio mučeničkom smrću u Sibiru.
Raskol koji je podelio hrićansku Rusiju i odluke Sabora oslabili su status crkve i vremenom ruski carevi su uspeli da je konačno potčine i stave u službu države.

Sledili su novi događaji, kada je 31. januara 1723. godine  Sveti Sinod Ruske pravoslavne crkve zabranio izradu i prodaju svetih slika u legurama bakra. Ovakva zabrana pravdana je neveštom izradom i odsustvom dužnog poštovanja u prikazima svetitelja.11 Bronzane ikone koje su se zatekle u upotrebi trebalo je zaključati u sakristije, a one namenjene prodaji – konfiskovati.
Po Beljajevu, u literaturi nema indikacija da je zabrana bila uperena protiv staroveraca, već pretpostavlja da je u pitanjuu bila potreba vlade da sačuva bakar za vojne potrebe i za kovanjee novca.
 Ova zabrana, međutim, vremenom jeste postala direktno usmerena protiv staroveraca, koji su najviše i koristili bronzane ikonice.

## Izrada metalnih ikona
Prvi centar za proizvodnju metalnih ikona i drugih obrednih predmata staroveraca nalazio se u oblasti Pomorja, na
obalama Belog mora, koju je naseljavao ogranak staroveraca, zvanih i „bespopovaci“.
Na masovnu proizvodnju metalnih ikona u oblastima Belog mora u mnogome je uticao razvoj rudarske industrije u toj oblasti, kao i pojava veštih i priznatih majstora koji su posedovali veštinu izlivanja bronzane ikone. Među njima je bio Vasilij Evstratov iz Novgoroda, koji je sa nećakom radio u Šeltoporoškom skitu, blizu Viga. Vasilij Petrov i Gorbun su u Vigu izrađivali ikone sa predstavama Velikih praznika, kao i male ikone sa ili bez emajla.
Na proizvodnju metalnih ikona u Rusiji, i pored zabrane njihove izrade, i u kasnijem istorijskom razdoblju uticala je činjenica da je metalurška industrija Rusije najvećim delom bila pod dominantnim uticajem staroveraca. A u oblastima oko Urala bilo ih je najviše među obučenim majstorima i radnom snagom.
Kada su se u Moskvu, uglavnom posle 1771. godine, učvrstili i „popovci” i „bespopovci,” ona je postala važan centar proizvodnje i trgovine metalnim ikonama.  Tako su se sredinom 19. veka metalne ikone i krstovi izrađivali u okolini Moskve, Olonetsu, Jaroslavu, Pomorju i u oblasti Nižnjeg Novgoroda, u kome se svake godine održavao sajam na kome su se prodavale i kupovale metalne ikone i drugi sveti predmeti.

## Napomena
1. ↑  Nakon Avakumove smrti, usledila je nova podela u redovima staroveraca, na one koji su prihvatali hijerarhiju sveštenika („popovci“) i one koji nisu („bespopovci“).
2. ↑  Izuzetak su predstavljali samo krstovi za krštenje.